# Habilitación
La habilitación es la más alta calificación académica o administrativa que una persona puede alcanzar en muchos países para aspirar al puesto de profesor universitario. Obtenida después de un doctorado universitario, la habilitación requiere que el candidato escriba una segunda disertación, revisada y defendida ante un comité académico en un proceso similar a la disertación doctoral. Algunas veces se pide una publicación en un libro para que tenga lugar la defensa. Aunque en la mayoría de los países el doctorado es suficiente para optar a una posición de facultativo en una universidad, en otros países solo la habilitación califica al poseedor para supervisar a candidatos a doctores. Tal puesto es conocido en Alemania como Privatdozent (abreviado como PD o Priv.-Doz.), tras lo cual es posible ser admitido como profesor de la facultad.
El sistema de habilitación, que data del siglo XVIII, existe en Francia (llamada "Habilitation à diriger des recherches" desde 1984), Alemania, Austria, Suiza, Bulgaria, España, Polonia, Portugal, la República Checa, Eslovaquia, Hungría, Eslovenia, y los países de la antigua Unión Soviética, como Armenia, Azerbaiyán, Bielorrusia, Letonia, Lituania, Moldavia, Kirguistán, Kazajistán, Rusia, Uzbekistán, Ucrania, etc. Una similar calificación conocida como Livre-docência aún existe en las universidades públicas del estado brasileño de São Paulo, pero ha desaparecido en otras partes de Brasil. 
La palabra habilitación se usa para describir a la misma calificación, al proceso de obtenerla o, incorrectamente, a la tesis escrita como parte del proceso (la cual se llama Habilitationsschrift en alemán). Una habilitación exitosa requiere que al candidato (Habilitand en alemán) le sea oficialmente dada la venia legendi, expresión latina que significa "permiso para la lectura", o el ius docendi, "derecho de enseñanza".